# IC 1051
IC 1051 ist eine elliptische Galaxie vom Hubble-Typ E im Sternbild Bärenhüter am Nordsternhimmel. Sie ist rund 599 Millionen Lichtjahre von der Milchstraße entfernt.
Das Objekt wurde am 18. Juli 1892 von Stéphane Javelle entdeckt.